# Paul Nakasone

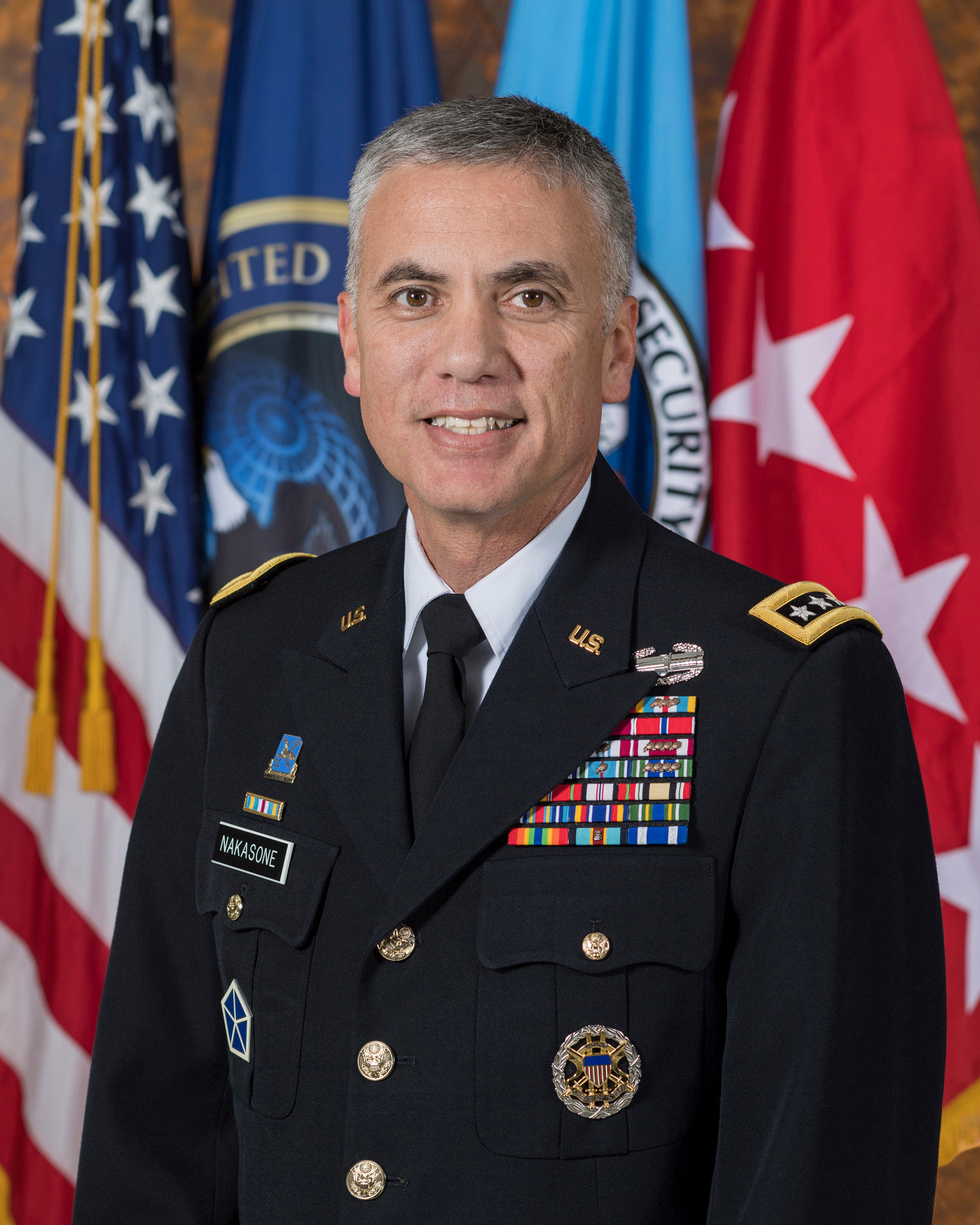
Paul Nakasone (2018)

Paul Miki Nakasone (* 19. November 1963 in  St. Paul, Minnesota) ist ein ehemaliger General der United States Army und war von 2018 bis 2022 Oberbefehlshaber des United States Cyber Command (USCYBERCOM), einem teilstreitkraftübergreifenden Funktionalkommando der Streitkräfte der Vereinigten Staaten mit Sitz im Fort Meade, Maryland; in dieser Funktion diente Nakasone in Personalunion gleichzeitig als Direktor der National Security Agency (NSA) und leitete den der NSA unterstellten Central Security Service (CSS). 
Nach Beendigung seiner militärischen Laufbahn wurde er Mitglied im Verwaltungsrat der Firma OpenAI, wo er sich um Belange der Cybersecurity kümmert.

## Ausbildung und Karriere
Nakasone wurde als Sohn von Edwin M. und Mary Anne Nakasone, geborene Costello, in St. Paul, Minnesota, geboren und wuchs im nahe St. Paul gelegenen White Bear Lake auf, wo er die örtliche High School besuchte. Er erhielt sein Offizierspatent 1986 nach Abschluss eines Studiums an der Saint John’s University über ein Programm des Reserve Officer Training Corps.
Nakasones weitere Ausbildung umfasst Masterabschlüsse von der University of Southern California, dem National Defense Intelligence College und dem U.S. Army War College, außerdem Lehrgänge am United States Army Command and General Staff College.

### Dienst im Generalsrang

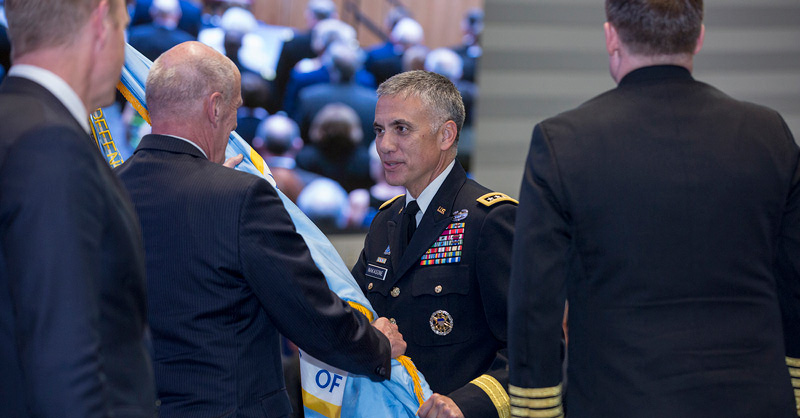
Nakasone während der Kommandoübergabe am USCYBERCOM in Fort Meade am 4. Mai 2018

Im Januar 2012 zum Brigadegeneral befördert, diente Nakasone als Deputy Director for Trans-Regional Policy im Directorate of Strategic Plans and Policy beim Vereinigten Generalstab der US-Streitkräfte in Washington, D.C. Als Generalmajor war er ab März 2015 zunächst stellvertretender Kommandierender General des USCYBERCOM, später Befehlshaber der Cyber National Mission Force im USCYBERCOM, dann Director of Intelligence der International Security Assistance Force (ISAF). Von Oktober 2016 an befehligte Nakasone im Range eines Generalleutnants die bis zu ihrer Deaktivierung im März 2017 dem USCYBERCOM unterstellte 2. US-Armee und das (darüber hinaus weiterbestehende) Army Forces Cyber Command (ARCYBER).
Am 8. Februar 2018 gab das Verteidigungsministerium bekannt, Präsident Donald Trump habe Nakasone für die Nachfolge von Admiral Michael Rogers, der mit Ablauf seiner Dienstzeit in den Ruhestand trat, für den Oberbefehl über das USCYBERCOM, die NSA und den CSS nominiert.
Der Senat bestätigte die Personalie am 24. April, Nakasone trat das Kommando schließlich am 4. Mai an. Seine Beförderung zum General erfolgte im Rahmen der Kommandoübergabe.

### Zivile Karriere
Nach Beendigung seiner militärischen Laufbahn im Februar 2024 übernahm Nakasone im Juni 2024 einen Posten im Verwaltungsrat der auf KI spezialisierten Firma OpenAI. Hier gehört er dem Sicherheitsausschuss an und berät den Verwaltungsrat zu Aspekten der Internetsicherheit.

## Privates
Paul Nakasone ist verheiratet und hat vier Kinder. Sein Großvater ist japanischer Abstammung, sein Vater Edwin, auf Hawaii geboren, diente während des Zweiten Weltkriegs in der Military Intelligence Division der US-Streitkräfte und hielt zum Eintritt in den Ruhestand den Rang eines Obersten der Reserve der U.S. Army.